# A Spoonful of Sugar
A Spoonful of Sugar, tradotto in italiano come Basta un poco di zucchero e la pillola va giù, è un brano musicale, composto dai fratelli Robert e Richard M. Sherman e interpretato da Julie Andrews, utilizzato per la prima volta nel film Disney del 1964 Mary Poppins. Venne edito su singolo lo stesso anno.

## Descrizione
Tra le canzoni più celebri del musical Mary Poppins, A Spoonful of Sugar è una novelty briosa e dal ritmo allegro. Nella versione originale del film è cantata da Julie Andrews, mentre in quella italiana è interpretata dalla doppiatrice della protagonista Tina Centi. Come suggerisce il ritornello della canzone, che in inglese recita A spoonful of sugar helps the medicine go down (lett. "un cucchiaio di zucchero aiuta a ingerire la medicina"), A Spoonful of Sugar è un riferimento alla campagna contro la poliomelite e un invito a fare il vaccino per contrastarla; la traccia invita anche ad affrontare le situazioni spiacevoli adottando un punto di vista più piacevole.

## Accoglienza
Il relativo singolo vendette 200.000 copie nel Regno Unito e 500.000 copie negli Stati Uniti.

## Cover
A Spoonful of Sugar venne interpretato da vari artisti, tra cui Milena Manni con il titolo Basta un poco di zucchero (1964), Harry Connick Jr. (2001), Matt Mays (2006) e Kacey Musgraves (2015).